# Karl Schenk

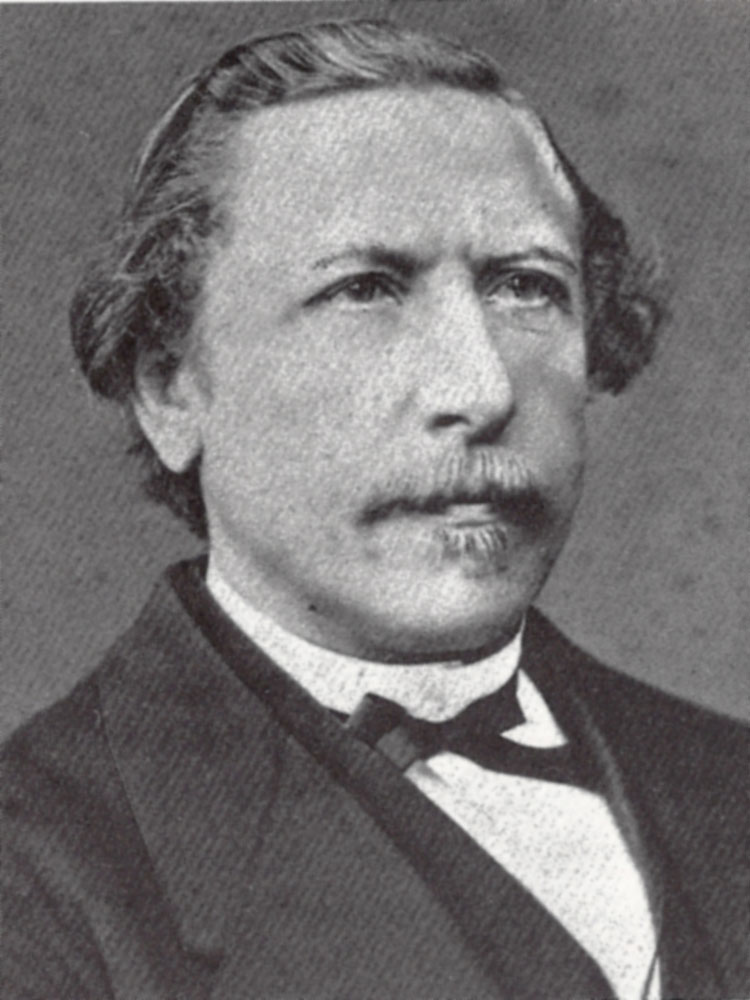
Karl Schenk (ca. 1870)

Johann Karl (auch: Carl) Emmanuel Schenk (* 1. Dezember 1823 in Bern; † 18. Juli 1895 ebenda; heimatberechtigt in Signau) war ein Schweizer Politiker. Nach dem Theologiestudium wirkte er als reformierter Pfarrer. Er wandte sich, obschon er dem traditionsverbundenen Klerus angehörte, dem Liberalismus zu und nahm am zweiten Freischarenzug sowie am Sonderbundskrieg teil. 1855 wurde er in den Regierungsrat des Kantons Bern gewählt, 1856 in den Ständerat. Von 1864 bis zu seinem Tod gehörte Schenk als Vertreter der radikalen Fraktion (später in der FDP aufgegangen) dem Bundesrat an, sechsmal amtierte er als Bundespräsident. Seine Amtszeit von mehr als 31 Jahren ist die längste aller Bundesräte.

## Biografie

### Jugendjahre
Karl Schenk war eines von vierzehn Kindern des aus Signau im Emmental stammenden Erfinders Christian Schenk, des Erbauers der ersten Schweizer Dampfmaschine. Mutter Verena (geb. Lüthy) starb, als er sieben Jahre alt war. Auf Vermittlung von Patenonkel Carl Emanuel Brunner schickte ihn sein Vater 1832 nach Korntal im Königreich Württemberg in ein von Pietisten geführtes Internat. Zwei Jahre später war Schenk Vollwaise. In Korntal erhielt er eine humanistische Ausbildung mit Fremdsprachen. Während einer Schulreise über die Alpen nach Venedig entdeckte er seine Leidenschaft fürs Wandern. Als 14-Jähriger begab er sich zu Fuss nach Couvet und besuchte seinen Bruder Rudolf, der dort eine mechanische Werkstatt besass. Im darauf folgenden Jahr unternahm er mit Schulfreunden eine weitere Wanderung nach Venedig, wo sein Bruder Fritz als Giesser arbeitete.
Nach der Konfirmation kehrte Schenk 1839 nach Bern zurück und besuchte das Gymnasium, wo er 1842 die Matura abschloss. Im Sommer dieses Jahres unternahm er eine weitere ausgedehnte Wanderung, die ihn über den Simplonpass nach Genua und Florenz führte. Über Venedig, Südtirol und Chur gelangte er wieder nach Hause. An der Universität Bern studierte er Theologie und Philosophie. Während des Studiums begann sich Schenk für Politik zu interessieren und kam mit radikalliberalem Gedankengut in Kontakt. 1845 nahm er als Fahnenträger des Studentenkorps am zweiten Freischarenzug teil.

### Beruf und Kantonspolitik
Ebenfalls 1845 legte Schenk das Staatsexamen ab und trat seine erste Stelle als Vikar in Schüpfen an. 1846 bekannte er sich öffentlich zum Radikalismus. Er gründete gemeinnützige Vereine und schuf Möglichkeiten zur Weiterbildung, wodurch er weit über Schüpfen hinaus bekannt und beliebt wurde. Nachdem er als Feldprediger am Sonderbundskrieg beteiligt gewesen war, heiratete er 1848 Elise Kehr, die Tochter des Dorfarztes. Aus der Ehe gingen zehn Kinder hervor, von denen sieben überlebten. Im selben Jahr übernahm Schenk das Pfarramt in Laupen, 1850 jenes in Schüpfen. Um seinen bescheidenen Lohn aufzubessern, arbeitete er für die von Jakob Stämpfli geleitete Berner-Zeitung. Anfang 1855 sprach ihn eine Gruppe von liberalen Mitgliedern des Grossen Rates auf eine mögliche Kandidatur für den Regierungsrat des Kantons Bern an. Da Schenk für den Ausgleich zwischen Radikalen und Konservativen eintrat, galt er in beiden politischen Lagern als akzeptabler Kandidat und wurde am 23. März 1855 in den Regierungsrat gewählt. Im April hielt er seine letzte Predigt in Schüpfen und zog nach Bern.
Als Regierungsrat übernahm Schenk die Verantwortung für das Armenwesen, das damals eines der drängendsten politischen Probleme überhaupt war. Die Kartoffelfäule hatte zu zahlreichen Missernten geführt, durch die zunehmende Industrialisierung herrschte in der Landwirtschaft Arbeitsmangel, das Handwebereigewerbe war zusammengebrochen, und die Reisläuferei war verboten worden. Die Masse der Armen wurde zunehmend aus den Städten in ihre Heimatgemeinden abgeschoben, was viele finanzschwache Gemeinden auf dem Land fast in den Ruin trieb. Schenk ordnete das Armenwesen völlig neu. Die Kosten wurden neu von den Einwohnergemeinden beglichen, und der Kanton übernahm die Armenanstalten. Nach dem Konkurs der Ostwestbahn übernahm Schenk 1861 vorübergehend die Eisenbahndirektion, im darauf folgenden Jahr die Erziehungsdirektion.

### Bundespolitik
1857 wählte der Grosse Rat Schenk zusätzlich in den Ständerat. Für seine Verdienste in der Armutsforschung erhielt er 1859 von der Universität Bern die Ehrendoktorwürde. 1862 erkrankte er schwer und musste für sechs Monate in die Kur, zunächst in Territet bei Montreux, danach in Weissenburg im Simmental. 1863 wollte sich Schenk um den gut entlöhnten Direktorenposten des Lehrerinnenseminars im Schloss Hindelbank bewerben, da er Mühe hatte, seine kinderreiche Familie durchzubringen. Doch so weit kam es nicht, denn nach Stämpflis überraschendem Rücktritt war ein Sitz im Bundesrat freigeworden. Unterstützt von den Berner Radikalen und vom liberalen Zentrum um den mächtigen Alfred Escher, galt Schenk von Anfang an als aussichtsreichster Kandidat. Seine Ratskollegen wählten ihn am 7. Dezember 1863 zum Ständeratspräsidenten und gaben damit ein weiteres deutliches Zeichen der Unterstützung. Bei der Bundesratswahl am 12. Dezember erhielt Schenk im ersten Wahlgang 84 von 164 abgegebenen Stimmen. 31 Stimmen entfielen auf Constant Fornerod, 10 auf den Konservativen Eduard Blösch und 39 auf weitere Personen. Am 1. Januar 1864 trat Schenk die Nachfolge Stämpflis an.
Von 1873 bis 1882 war Schenk Nachfolger von Jakob Dubs als Präsident des 1866 gegründeten «Hülfsvereins für schweizerische Wehrmänner und deren Familien», des Vorläufers des Schweizerischen Roten Kreuzes (SRK).

### Bundesrat
Mit Ausnahme weniger Jahre stand Schenk während fast seiner gesamten 31-jährigen Amtszeit dem Departement des Innern vor, dessen Aufgabenbereich sich mit der zunehmenden Zentralisierung des Landes immer mehr erweiterte. Er war unter anderem zuständig für die Förderung von Kunst und Kultur, die Oberaufsicht über das Polytechnikum (die heutige ETH Zürich), Statistik, Eisenbahnen und andere Infrastrukturbauten, Archive und Bibliotheken, Forstwesen, Landwirtschaft sowie die Immobilien des Bundes. In den Jahren 1865, 1871, 1874, 1878, 1885 und 1893 amtierte er als Bundespräsident. Als solcher stand er, wie damals üblich, automatisch dem Politischen Departement vor und war somit Aussenminister. 1872 übernahm er vorübergehend den Vorsitz des Finanzdepartements, in den Jahren 1875 bis 1877 jenen des Eisenbahn- und Handelsdepartements.
Beim bedeutendsten Bauprojekt jener Zeit, einer Eisenbahntransversale durch die Alpen, befürwortete Schenk die Gotthardbahn. Er wurde aber zunächst von seinen Bundesratskollegen überstimmt, die zwei Linien über den Simplon und den Lukmanier bevorzugten. Unter Eschers Einfluss setzte sich aber schliesslich die Gotthardbahn durch. Bei der Teilrevision der Bundesverfassung 1866 setzte Schenk die Gleichstellung der Juden durch, scheiterte aber bei der Vereinheitlichung von Massen und Gewichten. Kurz vor seiner zweiten Amtszeit als Bundespräsident starb im Dezember 1870 seine Ehefrau Elise. Auch als Bundesrat fand Schenk immer wieder Zeit für seine Lieblingsbeschäftigung, das Wandern. Im Sommer 1872 zog es ihn mit seinen Söhnen vom Genfersee nach Marseille. Unterwegs wurde er von einem Polizisten wegen «Landstreicherei» verhaftet, kam aber frei, als er dem beschämten Präfekten seinen Diplomatenausweis zeigte. Zurück ging es über Genua und Mailand nach Interlaken. Dort lernte er die Witwe Rosina Engel kennen, die er im darauf folgenden Jahr heiratete.
Die totalrevidierte Bundesverfassung von 1874 schrieb obligatorischen und unentgeltlichen Primarschulunterricht ohne Einschränkung der Glaubens- und Gewissensfreiheit vor. Schenk war der Ansicht, dass dies ohne ein schweizweit einheitliches Schulgesetz nicht umsetzbar sei. Um ein solches vorbereiten zu können, beauftragte er das Eidgenössische Statistische Büro, in aller Stille Erhebungen über das Schulwesen durchzuführen. Auf dieser Grundlage sollte ein eidgenössisches Schulsekretariat geschaffen werden, das verbindliche Vorgaben im Bildungswesen durchsetzen sollte. Durch eine Indiskretion erfuhr die katholisch-konservative Opposition davon, woraufhin Nationalrat Johann Joseph Keel eine leidenschaftliche Referendumskampagne gegen den «Schulvogt» startete. Volk und Stände lehnten die Vorlage am 26. November 1882 mit deutlicher Mehrheit ab, ebenso ein von Schenk initiiertes Epidemiengesetz inklusive Impfzwang. Daraufhin wurden Rücktrittsforderungen laut.
Nach dem deutlichen Wahlsieg der Radikalen im Jahr 1884 konnte Schenk seine Stellung wieder festigen. Er brachte das Gotthardbahnprojekt zu einem erfolgreichen Ende, setzte ein neues Fabrikgesetz durch und war massgeblich am Aufbau des Schweizerischen Landesmuseums sowie der Schweizerischen Nationalbibliothek beteiligt. 1895 beabsichtigte er, zurückzutreten und seinen Lebensabend in Twann am Bielersee zu verbringen. Als Schenk am Morgen des 8. Juli auf dem Weg zur Arbeit beim Bärengraben einem Bettler ein Almosen geben wollte, wurde er von einer herannahenden Kutsche erfasst und erlitt dabei derart schwere Verletzungen, dass er zehn Tage später verstarb. Unter grosser Anteilnahme der Bevölkerung wurde er auf dem Bremgartenfriedhof beigesetzt.

### Erinnerung
Im Stadtberner Quartier Holligen ist die Schenkstrasse nach ihm benannt, in der Innenstadt das Karl-Schenk-Haus mit der Karl-Schenk-Passage an der Spitalgasse 4. Das Lokalmuseum Chüechlihus in Langnau im Emmental würdigt die Familie Schenk mit dem Bundesrat. Seine Heimatgemeinde Signau hat im Mai 2022 beim Bahnhof den Bundesrat-Carl-Schenk-Platz eingeweiht.